# Приключения Шерлока Холмса и доктора Ватсона (фильм)
«Приключения Шерлока Холмса и доктора Ватсона» — советский телефильм 1980 года.
Вторая часть цикла телевизионных фильмов по мотивам рассказов Артура Конан Дойля о Шерлоке Холмсе.
Фильм состоит из трёх серий («Король шантажа», «Смертельная схватка» и «Охота на тигра»), снятых по мотивам рассказов Артура Конан Дойля «Конец Чарльза Огастеса Милвертона», «Последнее дело Холмса» и «Пустой дом», а также небольших эпизодов из рассказов «Случай с переводчиком», «Серебряный» и «Москательщик на покое». Премьера на Центральном телевидении — в сентябре 1980 года.

## Сюжет

### «Король шантажа»
Холмс и Ватсон возвращаются из Мэнор-хауса в Лондон на поезде и обсуждают недавно раскрытое преступление и смерть некоего лорда Хаксли.
Дома Холмс получает письмо от своего старшего брата Майкрофта — сотрудника МИД и члена так называемого клуба молчальников «Диоген»; в письме он просит о встрече. Холмс замечает, что Майкрофт гораздо более одарён способностью к дедукции, чем он сам.
Встреча с братом проходит в клубе «Диоген», где запрещены разговоры, но в специальном кабинете для гостей, где можно говорить. Майкрофт отдаёт письмо некой леди Евы Брэкуэлл, в котором она просит избавиться от козней Чарльза Милвертона — самого подлого преступника Лондона, шантажиста и вымогателя. Его деятельность заключается в том, что он присваивает себе переписки замужних женщин с любовниками, а затем предлагает их выкупить за неплохую сумму. За многие годы король шантажа нажил себе особняк с охраной и обслуживающим персоналом, а также уважение в обществе. Теперь он надумывает погубить леди Брэкуэлл. Пока идёт разговор, за Холмсом и Ватсоном с улицы наблюдает маркёр Прайс.
Чарльз Милвертон, извещённый маркёром о том, что мистер Холмс будет защищать леди Брэкуэлл, наносит сыщику визит и нагло хвастается ему своими тёмными делишками. На его совести оказалась смерть лорда Хаксли, умершего после прочтения злосчастных писем его супруги. После неудачной попытки обыскать Милвертона Холмс выгоняет подлеца.
Единственный выход исполнить просьбу леди — ограбить Милвертона и уничтожить все компрометирующие письма. Благодаря своим прекрасным способностям гримироваться Холмс устраивается к Милвертону в качестве лудильщика и выведывает все слабые места охраны. Ночью Холмс и Ватсон проникают в его поместье, однако по дороге они оставляют улики: Холмс вырезает на стеклянной двери отверстие, чтобы открыть замок, но, отвлечённый сторожевой собакой (которую он подкармливал, маскируясь под лудильщика), царапает палец об стекло, оставив на нём следы своей крови, а Ватсон, случайно угодив ногой в оранжерею, — следы на полу, которые он пытается вытереть.
В кабинете Милвертона Холмс находит ящик с письмами, но, почуяв неладное, прячется вместе с Ватсоном. Шантажист приходит в кабинет и читает некую шифровку. Под ней написана монограмма из четырёх перекрещенных сабель в виде литеры «М». К Милвертону приходит некая дама, и тот решает, что это служанка, желающая скомпрометировать хозяйку. Но гостьей оказывается леди Хаксли — вдова недавно умершего лорда. Хаксли убивает короля шантажа и, забрав шифровку, удаляется, а Холмс с Ватсоном, фактически ставшие свидетелями, сжигают письма и тоже уходят. Им удаётся ускользнуть от прислуги, но садовник успевает сдёрнуть с ноги перелезавшего через стену Ватсона туфлю.
Наутро Холмс получает письмо с угрозами и монограммой, аналогичной той, что была в шифровке, и замечает, что за ними наблюдает маркёр. Об убийстве Милвертона узнаёт полиция. Ватсону еле удаётся сжечь вторую туфлю, когда их посещает Лестрейд. Инспектор просит Холмса помочь в деле об убийстве, но сыщик отказывается заниматься расследованием убийства подлеца и негодяя. Леди Хаксли, которой Холмс и Ватсон наносят визит, заявляет, что монограмма ей незнакома, но впоследствии присылает Холмсу шифровку.

### «Смертельная схватка»
Сыщик понимает, что шифровка — собственность преступников-членов крупного криминального сообщества. Холмс решает разоблачить это сообщество, чем стал заниматься последующие дни. Вместе с Ватсоном он решает проследить за Себастьяном Мораном — полковником в отставке, прекрасным стрелком и уважаемым человеком, ставшим опасным преступником. Для этого они посещают игорный клуб «Багатель», в котором Моран был завсегдатаем. В клубе Холмс получает записку с просьбой о встрече. Сыщик удаляется, а Ватсон остаётся наблюдать за Мораном.
Холмса привозят в особняк Милвертона. В кабинете убитого его встречает высокий горбатый человек. Это профессор Мориарти — «Наполеон» преступного мира, глава мощной криминальной организации, известной всей Европе; в ней как раз состоял Милвертон (в качестве поставщика денег) и состоит Моран, как стрелок-убийца. Мориарти догадался, что Холмс присутствовал в доме шантажиста во время убийства, а шифровку забрал не Скотланд-Ярд, а именно Холмс, сорвав тем самым планы организации. Воспользовавшись моментом, Холмс оглушает профессора, забирает отнятый револьвер и уходит, сказав, что у Мориарти нет на него улик.
Пока Холмс беседовал с профессором, в клубе «Багатель» Ватсон стал свидетелем неприятной сцены. Молодой аристократ Рональд Адер, игравший в паре с полковником Мораном, обвинил того в шулерстве. Но тот, заставив его замолчать, требует спокойно поделить выигрыш. В отместку Адер, чья игра была честной, вернул деньги проигравшим. Вернувшись домой, Ватсон рассказывает всё Холмсу. Холмс говорит, что они оба попали в руки настоящей преступной организации, и оставаться в Лондоне небезопасно. Дав указания Ватсону, Холмс сбегает. Бандиты устраивают в доме пожар, и Ватсон еле его тушит, пожертвовав двумя коврами.
На следующий день Ватсон уходит, и, следуя указаниям Холмса, садится в нужный кэб до пассажа, сливается с толпой и направляется к ожидающему его экипажу, которым управлял Майкрофт. По пути доктор встречает Лестрейда и просит его о защите Рональда Адера, упомянув имя Себастьяна Морана. С Холмсом Ватсон встречается уже на вокзале, в купе. Холмс догадывается, что люди Мориарти устроили засаду. Проехав какое-то расстояние, друзья сходят с поезда. Им удаётся перебраться на континент, в Швейцарию, куда также выдвинулся Мориарти. Там они поселяются в отеле, заведует которым Питер Штайлер-младший. Хозяин их радостно встречает, узнав Холмса: сыщик помог ему избежать каторги, когда Штайлер украл голову статуи Купидона.
В Швейцарии Холмс узнаёт, что банда Мориарти схвачена, но за исключением самого главаря. Он с Ватсоном отправляется посетить одну из прекрасных местных достопримечательностей — Рейхенбахский водопад. Сыщик отмечает, что это «отлично выбранное место» и ощущает обречённость, в то время как доктор Ватсон, полный положительных эмоций, не понимает сложности ситуации. К водопаду прибегает мальчик-посыльный и отдаёт Ватсону записку с просьбой осмотреть приехавшую в отель путешественницу, больную чахоткой. Доктор вынужден удалиться.
Холмс остаётся один. Он знал, что Мориарти будет жаждать мести, и простого убийства Холмса ему недостаточно. Он приехал в Швейцарию за Холмсом и подгадал место поединка именно на водопаде. При встрече с профессором Холмс просит у него несколько минут, чтобы написать последнее письмо, и тот ему позволяет. Записку сыщик оставляет в портсигаре рядом со своей верхней одеждой.
Начался смертельный поединок. Профессор Мориарти в совершенстве владел приёмами борьбы баритсу и надеялся скоро победить Холмса, но тот тоже неплохо владел этой борьбой. Вернувшийся в отель Ватсон понял, что записка — отвлекающий манёвр. Взяв с собой револьвер, он кинулся обратно к водопаду, а за ним — Питер с ружьём. Между тем поединок продолжался. Мориарти тянул Холмса к краю обрыва, чтобы погибнуть с ним вместе. Когда исход схватки был близок, Холмс обнаружил появившегося на месте событий стрелка — полковника Морана: тот появился, когда Ватсон ушёл. Из последних сил цеплявшийся за Холмса Мориарти соскальзывает со скалы и гибнет в водопаде, а Холмс остаётся висеть на краю обрыва на руках. Моран стреляет по пальцам Холмса, и тот с воплем срывается с обрыва. Моран уходит. Чуть позже прибегает Ватсон и находит только вещи друга. Раздаётся выстрел, но это был прибежавший на помощь Питер. Оба они оплакивают Холмса. Ватсон читает предсмертную записку, в которой Холмс говорит, что раскрыл главное дело своей жизни, также он просит позаботиться о несчастном Рональде Адере.

### «Охота на тигра»
Ватсон собирается закончить дело Холмса и решает защитить молодого аристократа Адера. Он переодевается в католического патера и направляется в клуб «Багатель» наблюдать за Адером. К несчастью, Ватсона узнаёт посетитель клуба мистер Меррей, когда-то лечившийся у него. В это время в холле клуба маркёр Прайс напоминает Адеру о долге полковнику Морану — выигрыше в 420 фунтов, и советует отдать деньги, но Адер отказывается, заявляя, что полковник играл нечестно и выигрыш был возвращён проигравшим. Ватсон отправляется за Адером на кэбе, но выходит он из него уже в штатской одежде. Это была вторая неудача. Третьей неудачей стало то, что Ватсона запомнил дворецкий, когда тот хотел узнать, дома ли Адер. Хозяин же заперся в комнате, чтобы подсчитать карточные долги. Через некоторое время его находят застреленным.
Этой же ночью к Ватсону врывается наряд полиции из Скотланд-Ярда. «Командуют парадом» Лестрейд и Грегсон. Судя по показаниям свидетелей (Меррей, кэбмен, дворецкий), а также уликам (костюм патера и пуля 9 калибра), Ватсон является главным подозреваемым в убийстве сэра Рональда Адера, невзирая на расстояние, чрезмерное для револьверного выстрела через окно, и запертую изнутри дверь. Также Лестрейд отмечает возможную причастность доктора к убийству Чарльза Милвертона, так как приметы убийцы были схожи с Ватсоном (это отметил ещё Холмс). На месте преступления Ватсон пытается намекнуть на то, что убийство совершил Моран, но Грегсон сразу же исключил эту версию, поскольку Лестрейд был у полковника и сказал ему про Адера, плюс Моран, по данным Грегсона, уехал в Африку. Таким образом, у инспектора Лестрейда есть, по его мнению, все основания заключить Ватсона под стражу, но, ввиду их неплохих отношений, инспектор лишь просит его до окончания следствия не покидать Лондон.
По дороге домой Ватсон, проходя мимо толпы зевак, случайно сбивает стопку больших книг в руках одного маленького старичка, после чего помогает ему собрать их, однако тот прогоняет доктора. Дома Ватсон пребывает в отчаянии из-за того, что он не завершил последнее дело Холмса. Тут к нему приходит тот самый старичок с книгами, чтобы отблагодарить Ватсона, и предлагает недорого купить редкие книги. Затем миссис Хадсон приносит доктору кофе, но когда Ватсон оборачивается, старичок превращается… в живого Шерлока Холмса!
Доктор и миссис Хадсон падают в обморок. Холмс с помощью нашатырного спирта приводит их в сознание. Чуть не потерявший рассудок Ватсон жаждет узнать, что же произошло. Как оказалось, Холмс уже месяц живёт у Майкрофта и вынужден скрываться. Тут троица замечает за окном маркёра Прайса, и сыщик рявкает ему «Брысь!», после чего Прайс быстро исчезает. Холмс даёт Ватсону очередной план действий: идти к Лестрейду и сказать, что у доктора появились новые сведения насчёт убийства, затем попросить инспектора приготовить наряд полиции рядом с домом, который находится прямо напротив дома 221-b, где Ватсон должен быть в определённое время; условным знаком для полиции должен быть свисток. Миссис Хадсон же должна во всём слушаться Майкрофта.
Идущего обратной дорогой Ватсона подбирает на кэбе переодетый Холмс, и они прибывают в намеченный заброшенный дом. Оттуда прекрасно видно окно их комнаты. Ватсон замечает куклу Холмса, изготовленную из воска, которая ещё и двигается, скрытно управляемая Майкрофтом и миссис Хадсон. Тут Холмс и Ватсон слышат шаги и прячутся. Это оказывается полковник Моран, явившийся застрелить сыщика. Он делает свой выстрел в восковую куклу, затем происходит стычка с настоящим Холмсом. Ватсон оглушает полковника, Холмс свистит в свисток. Прибывает Лестрейд с нарядом, и Холмс с Ватсоном сдают им Морана, взятого с поличным. Холмс заявляет, что именно Моран, который никуда и не уезжал, убил Адера из духового ружья, изготовленного немецким мастером по заказу Мориарти и стреляющего практически бесшумно пулями 9 калибра. Сыщик удивляется, как полковник мог попасться на такую элементарную ловушку, но Моран требует не издеваться над ним и действовать в отношении него только согласно закону. Лестрейд признаёт это справедливым и уводит полковника.
Дома Холмс наконец рассказывает историю своего «воскрешения». То, что письмо Ватсону из отеля — это ловушка, Холмс понял сразу. Ниже края обрыва сыщик обнаружил уступ, а вскоре показался профессор Мориарти. Холмс удивился его благородству, когда тот позволил ему написать письмо. Во время поединка Мориарти тянул Холмса к краю обрыва, где и был тот самый уступ. На исходе битвы сыщик замечает Морана. Мориарти гибнет в водопаде. Чтобы Моран решил, что он победил, переступивший на уступ Холмс позволяет полковнику прострелить ему руку, которую позже пришлось серьёзно лечить. Таким образом Холмс инсценировал свою смерть и наблюдал за тем, как Ватсон и Штайлер-младший его оплакивали. Умирать Холмсу было не время, но и воскресать тоже. Он знал, что полковник вернётся в Лондон для мести Адеру, и последовал туда же, но поселился у брата.
Холмс и Ватсон совершили великое дело, освободив Великобританию от великой преступной банды: шантажиста Чарльза Милвертона, профессора Мориарти и «охотника на тигров», полковника Себастьяна Морана. Ватсон по-прежнему считает себя виновным в смерти Адера, но Холмс утешает его, говоря, что виноваты оба и что каждый порядочный человек должен испытывать чувство вины, когда преступникам удаётся совершить очередное чёрное дело. «С буквой „М“ мы уже разобрались», — делает заключительный вывод Холмс. Следующая буква — «N», и в качестве примера Холмс приводит леди «Неизвестность». Тут миссис Хадсон говорит, что Холмса ожидает какая-то леди.

## В ролях
В главных ролях
- Василий Ливанов — Шерлок Холмс
- Виталий Соломин — доктор Ватсон
- Рина Зелёная — миссис Хадсон

В ролях
- Борислав Брондуков (озвучивал Игорь Ефимов) — инспектор Лестрейд
- Борис Клюев — Майкрофт Холмс, старший брат Шерлока
- Виктор Евграфов (озвучивал Олег Даль) — профессор Мориарти
- Николай Крюков — полковник Себастьян Моран
- Александр Захаров — сэр Рональд Адер, молодой член клуба «Багатель»
- Анатолий Подшивалов (озвучивал Игорь Ефимов) — маркёр Прайс
- Алексей Кожевников — мистер Меррей, член клуба «Багатель»

«Король шантажа»
- Борис Рыжухин — Чарльз Огастес Милвертон, шантажист
- Валентина Панина — леди Хаксли, вдова лорда Кристофера Хаксли
- Светлана Крючкова — Агата, горничная Милвертона

«Смертельная схватка»
- Игнат Лейрер — Питер Штайлер-младший, хозяин швейцарского отеля
- Дима Хрилёв — мальчик из отеля
- Юрий Эллер — сообщник Мориарти
- Игорь Андронников — сообщник Мориарти
- Дмитрий Зебров — карточный игрок

«Охота на тигра»
- Игорь Дмитриев — инспектор Грегсон
- Валерий Смоляков — кэбмен
- Ирина Краславская — Джуди, горничная Адера
- Е. Харкевич — миссис Майнус, мать Адера
- Владимир Марков — лорд Белмор
- Александр Захаров — дворецкий Адера

## Пробы на роли
- На роль профессора Мориарти пробовались также Иннокентий Смоктуновский[1] (сыграл в последнем фильме цикла лорда Бэллинджера), Валентин Скулме, Анатолий Солоницын и Василий Лановой.
- На роль леди Хаксли — Ирина Купченко (сыграла в «Собаке Баскервилей» Бэрил Стэплтон), Ирина Мирошниченко и Елена Проклова.
- На роль полковника Морана — Артём Карапетян.

## Съёмки
- Рейхенбахский водопад многие считают плодом фантазии Конан Дойля, однако он существует на самом деле недалеко от швейцарского города Майрингена. Около водопада находится мемориальная доска, посвящённая Шерлоку Холмсу. В фильме в «роли» Рейхенбахского водопада снят Гегский водопад в Абхазии[2].
- Монетный двор Новой Зеландии ввёл в обращение серию серебряных двухдолларовых монет, посвящённых рассказам о Шерлоке Холмсе, на реверсе которых используются кадры из фильма[3].
- В фильме достаточно часто мелькают ленинградские пейзажи — например, Ботанический сад БИН РАН (эпизод в оранжерее), выставочный зал «Цветы», Малая Октябрьская железная дорога, Витебский вокзал и т. д. В качестве «особняка Милвертона» снят знаменитый Коттедж в Александрийском парке Петергофа.
- Борис Клюев, игравший старшего брата Шерлока Холмса Майкрофта, на самом деле на 9 лет моложе Василия Ливанова.
- В фильме «Король шантажа», в доме Милвертона Холмс открывает ящик, в котором лежат пачки банкнот, по виду похожих на долларовые купюры XX века.
- В фильме «Смертельная схватка» Холмс, сидя в купе поезда, читает номер The Times, датированный 14 января 1914 года.
- Фотографии из картотеки Холмса являются вставленными в паспарту кадрами из фильмов ужасов 1920—1940 гг. В частности, в «Охоте на тигра» хорошо различимы Чезаре (Конрад Фейдт) из «Кабинета доктора Калигари» и Эрик (Лон Чейни-старший) из «Призрака оперы» (эти же карточки использованы и в первом фильме цикла).
- Винтовка, из которой стреляет полковник Моран у Рейхенбахского водопада, — это система Марлин образца 1889 года с заново изготовленным прикладом[4].

## Съёмочная группа
- Автор сценария: Владимир Валуцкий
- Режиссёр: Игорь Масленников
- Операторы:
  - Анатолий Лапшов
  - Юрий Векслер
- Художник-постановщик: Марк Каплан
- Композитор: Владимир Дашкевич
- Звукооператоры: Ася Зверева, Борис Андреев
- Художник по костюмам: Н. Лев
- Художник по гриму: Л. Елисеева
- Режиссёр-постановщик: В. Сергеев
- Оператор-постановщик: А. Насыров
- Монтажёр: Л. Образумова
- Редактор: Н. Чирсков
- Постановщик трюков: Н. Ващилин
- Комбинированные съемки: В. Волчанский, В. Оковитый
- Режиссёрская группа: А. Морозова, Н. Яшпан, Л. Григорьева, В. Сидоренко
- Ассистенты: А. Устинов, А. Сапунова
- Художник-декоратор: В. Орлов
- Гримёры: Л. Завьялова, Л. Степанова
- Монтажница: Л. Уманская
- Мастеры: Н. Свечина, Н. Усанова, Е. Степанов
- Оркестр Ленинградской государственной филармонии
  - Дирижёр: Александр Дмитриев
- Административная группа: Е. Дихнова, Г. Мауткин, И. Переланина
- Директор картины: Григорий Прусовский